# Cimetière juif de Gundershoffen
Le cimetière juif avec des tombes datées dès 1815, est situé rue de la forêt à Gundershoffen. C’est une commune française située dans la circonscription administrative du Bas-Rhin et, depuis le 1er janvier 2021, dans le territoire de la Collectivité européenne d'Alsace, en région Grand Est.
Gundershoffen se trouve dans la région historique et culturelle d'Alsace.

## Situation et évolution de la propriété du site
Le site est propriété du Consistoire Israélite du Bas-Rhin.
La parcelle est couverte par le plan local d’urbanisme intercommunal de la Communauté de communes du Pays de Niederbronn-les-Bains. Elle porte le no 90 de la rue de la forêt, section 9, Feuille 0009 01,
Le cimetière est fermé par un mur d’enceinte en moellons de grès des Vosges ouvert par deux portails avec un accès piéton et un autre de service.
Outre les photos prises par Jean-Pierre Kleitz et Raymond Lévy pour l'association des "Amis des Sites Hébraïques des Environs de Reichshoffen et Niederbronn-les-Bains" (ASHERN), des prises de vues par drone ont été réalisées par Rêve d'Altitude, selon la technique du LIDAR, en utilisant des rayons laser pour produire de l'imagerie. Un plan précis de ces espaces couvrant (près de deux hectares) a été établi.

## Histoire

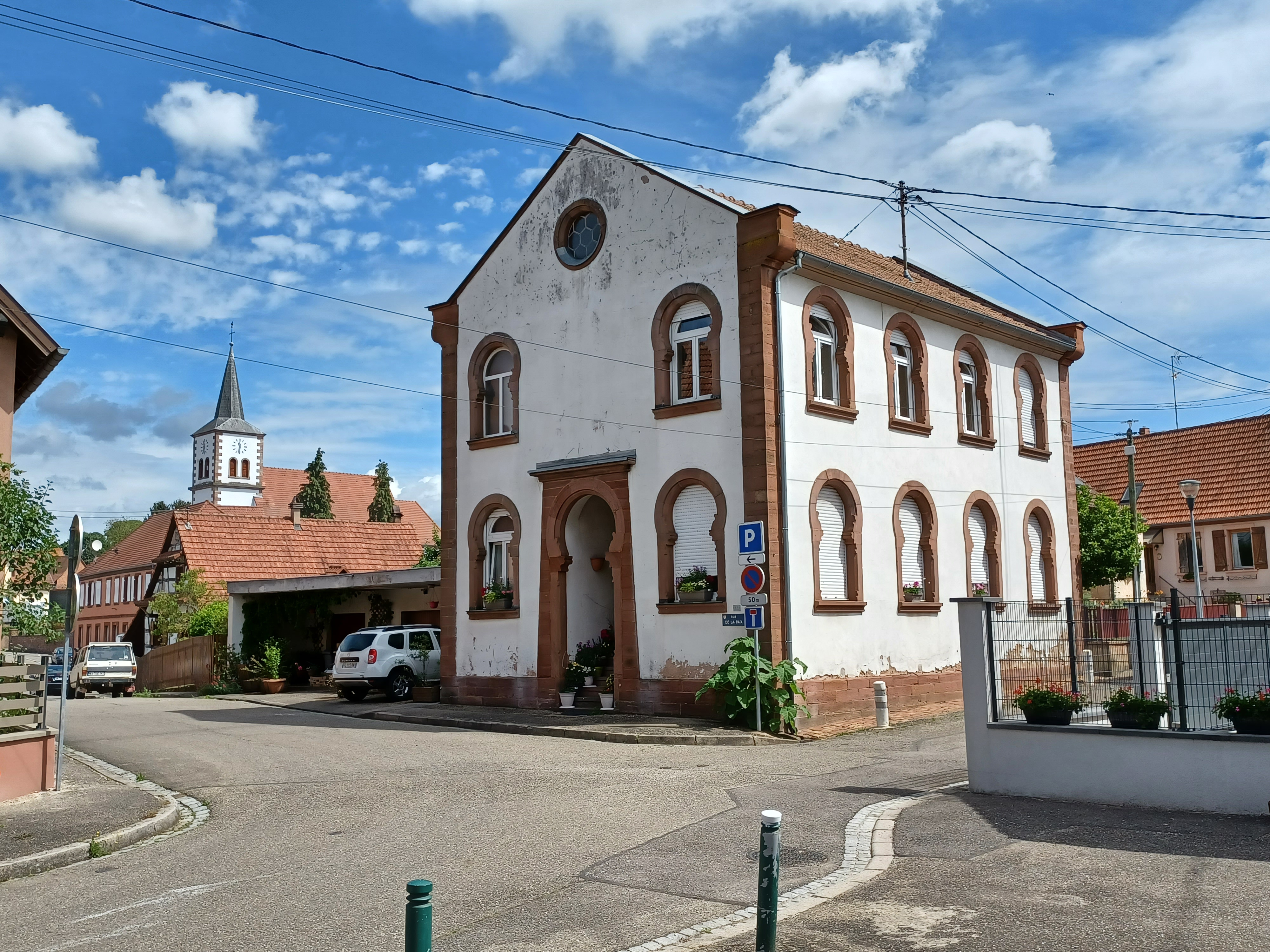
Ancienne synagogue.

Une première synagogue avait été construite en 1780. Selon l'inventaire de 1843, celle-ci étant en mauvais état et trop petite, une nouvelle synagogue a été érigée, de style oriental, en 1865.
La restitution de la propriété de la synagogue, qui avait été saisie sous l’occupation allemande, a été demandée par le consistoire israélite. Après désaffectation, celle-ci a été utilisée en dispensaire. Désacralisée en 1969 elle a été réutilisée en logement.
Le cimetière juif aurait, lui, déjà été engagé à partir de 1815, si l’on prend en compte la datation des tombes les plus anciennes .
Si l’on prend en compte la datation des tombes les plus anciennes, le cimetière juif aurait déjà été engagé à partir de 1815. De style gothique, roman ou encore en forme de temple à colonnes brisées (morts tragiques), elles sont toutes dirigées vers l’est.
Dans le cimetière juif, la Hitler Jugend locale a incendié la maisonnette en bois de l’époque contenant les archives du cimetière. Le local de Tara a été reconstruit après guerre et sert aujourd’hui de débarras.
Environ 350 emplacements vides laissent supposer autant de tombes disparues ou profanées à l’époque nazie, dans la partie ancienne y compris le carré des enfants.

### La communauté juive de Gundershoffen
En 1681, Louis XIV crée un rabbinat d’Alsace, calquant les institutions du judaïsme alsacien sur celles de la communauté de Metz. Les lettres patentes du 25 septembre 1657 accordèrent aux juifs d'Alsace la protection royale, qui semblait se substituer à la précédente tutelle impériale.
Une communauté juive a existé à Gundershoffen dès le XVIIIe siècle.
En 1784, le pouvoir royal ordonne un dénombrement général des Juifs en Alsace qui atteste en effet la présence de Juifs à Gundershoffen.
122 communes du Bas-Rhin comptaient des habitants juifs en août 1806 et au printemps 1808. 114 communes disposaient d’un registre de prise de nom des juifs en 1808 dont Gundershoffen. On a recensé 29 individus dans la commune.
Après l’émancipation des Juifs par le vote de l'Assemblée constituante en 1791 au début de la Révolution française, de nouveaux cimetières israélites ont été créés, dont celui de Gundershoffen. L’intégration républicaine s'est traduite dans les années 1850, notamment en Alsace-Moselle, par l'ajout sur les stèles, généralement au verso, de la mention en langue française du nom et de la date de décès.
En 1922 : Charles Reibel, ministre des Régions libérées, entreprend les démarches nécessaires pour restaurer certains édifices,,,.
La nécropole juive de Gundershoffen compte 966 tombes datées de 1815 à nos jours. Elle comprend deux parties :
dans l'ancien cimetière, il a été dénombré 783 tombes,
et 183 tombes, à fin 2021, dans l'espace du nouveau cimetière en contrebas, à partir de 1924.
Il s'agit d'un cimetière centralisateur pour une zone allant de Bitche (Moselle) à Gundershoffen (Bas-Rhin). On y relève une dizaine de communes d'où les défunts sont originaires.
Les  présidents de la commission de gestion du cimetière israélite :
- Robert Lévy jusqu’en 1985,
- Georges Madenberg jusqu’en 1999,
- Claude Kahn jusqu’en 2015,
- Michel Cahen et Raymond Lévy.

Avec le soutien des conseils départementaux du Bas-Rhin et du Haut-Rhin, les Consistoires israélites du Haut-Rhin et du Bas-Rhin ont mis en place un réseau de "veilleurs de mémoire" avec le concours des habitants proches des cimetières. Depuis 2020, Valérie et Andres Lopez ont été nommés Veilleurs de Mémoire pour la nécropole par la Collectivité européenne d'Alsace.

### LesJustes parmi les nations
La cérémonie commémorative du 16 mars 2025 au cimetière israélite de Gundershoffen, qui a réuni plus d'une centaine de personnes et de personnalités, a été dédiée à la mémoire des morts pour la France et des Déportés,, mais aussi en mémoire des « Justes alsaciens qui ont mis leur vie en danger pour sauver des Juifs », :

### Étude du site et maintenance
À partir de 2016, à l'initiative du Comité du cimetière, composé du Dr Michel Cahen et de Raymond Lévy, Jean-Pierre Kleitz de Cosswiller, spécialiste des cimetières et de la généalogie juifs a été appelé à dresser, après un nettoyage manuel, un inventaire détaillé comme il l’avait fait pour de nombreux autres cimetières juifs alsaciens. La traduction des stèles de l'hébreu et de l'allemand au français a, elle, été réalisée entre 2016 et 2019 par M. Yochoua Lilti, traducteur interprète de Strasbourg.

### Les Amis des Sites Hébraïques des Environs de Reichshoffen et Niederbronn-les-Bains (ASHERN)
L'association ASHERN (Asher Levy de Reichshoffen a prêté son nom à l’association ASHERN) - les Amis des Sites Hébraïques des Environs de Reichshoffen et Niederbronn-les-Bains a vu le jour en décembre 2017. Elle s'est alors engagée dans la poursuite du projet de conservation du cimetière israélite de Gundershoffen et d'Oberbronn.
Elle a mené à bien ces interventions en partenariat avec l'association ICE-RF - Institut Chrétien pour l'Europe - Réseau Français de Niederbronn-les-Bains, dès 2018, en faisant appel à des jeunes volontaires de différents pays d'Europe (Allemagne, Espagne, Lettonie, Italie, France,…) pour procéder à une nettoyage d’un grand nombre d’épitaphes.

Cimetière israélite de Gundershoffen.
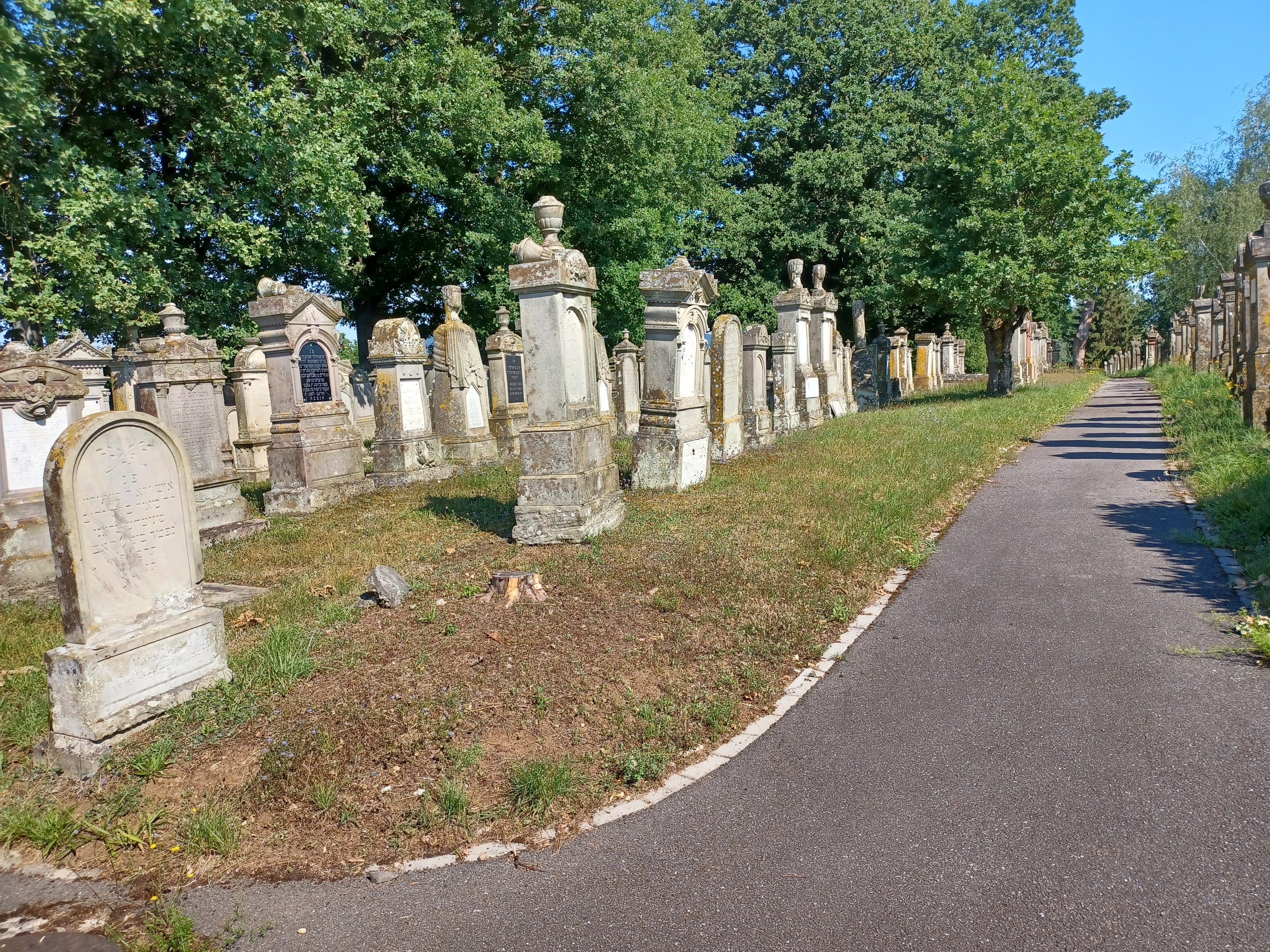
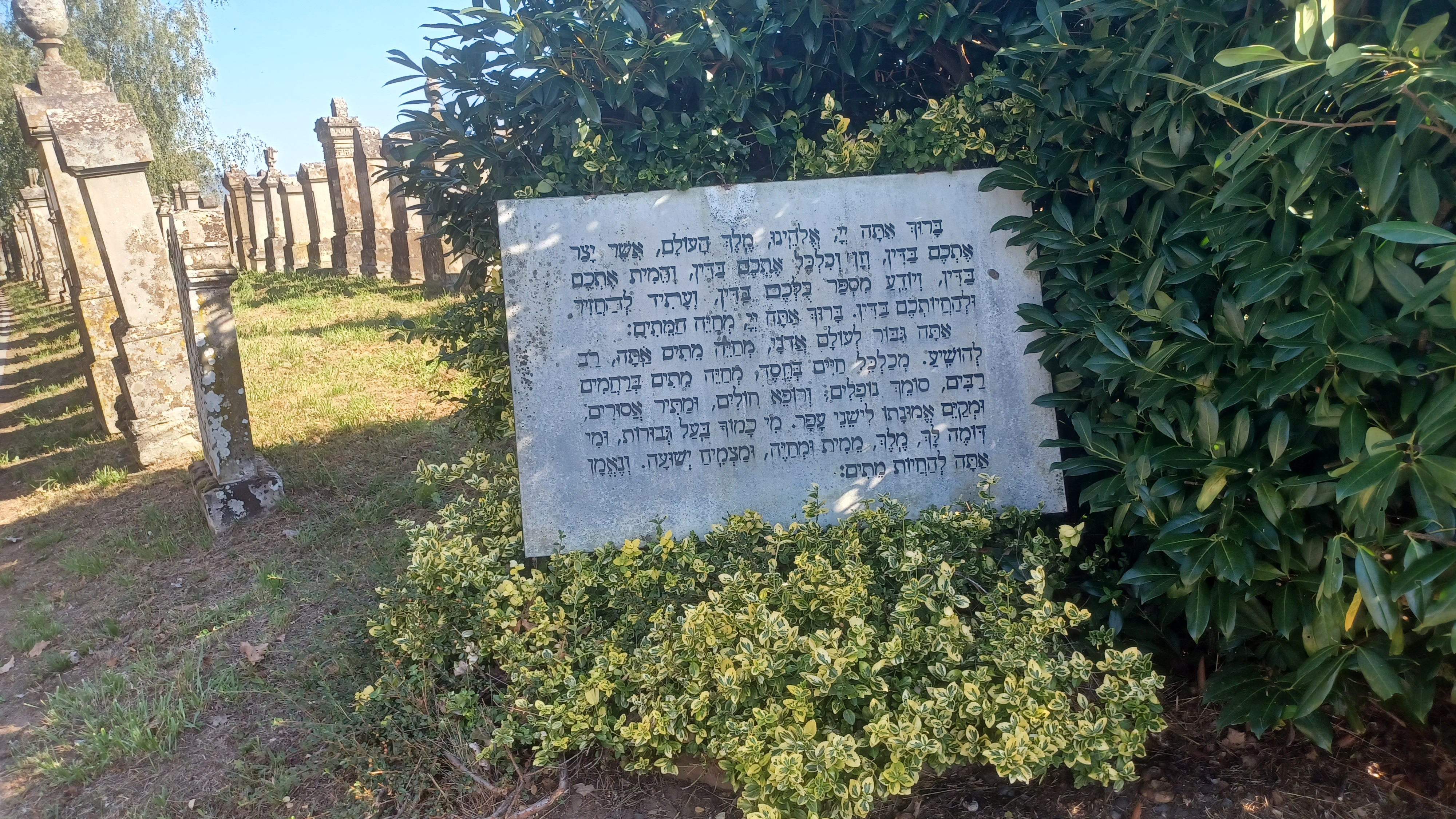
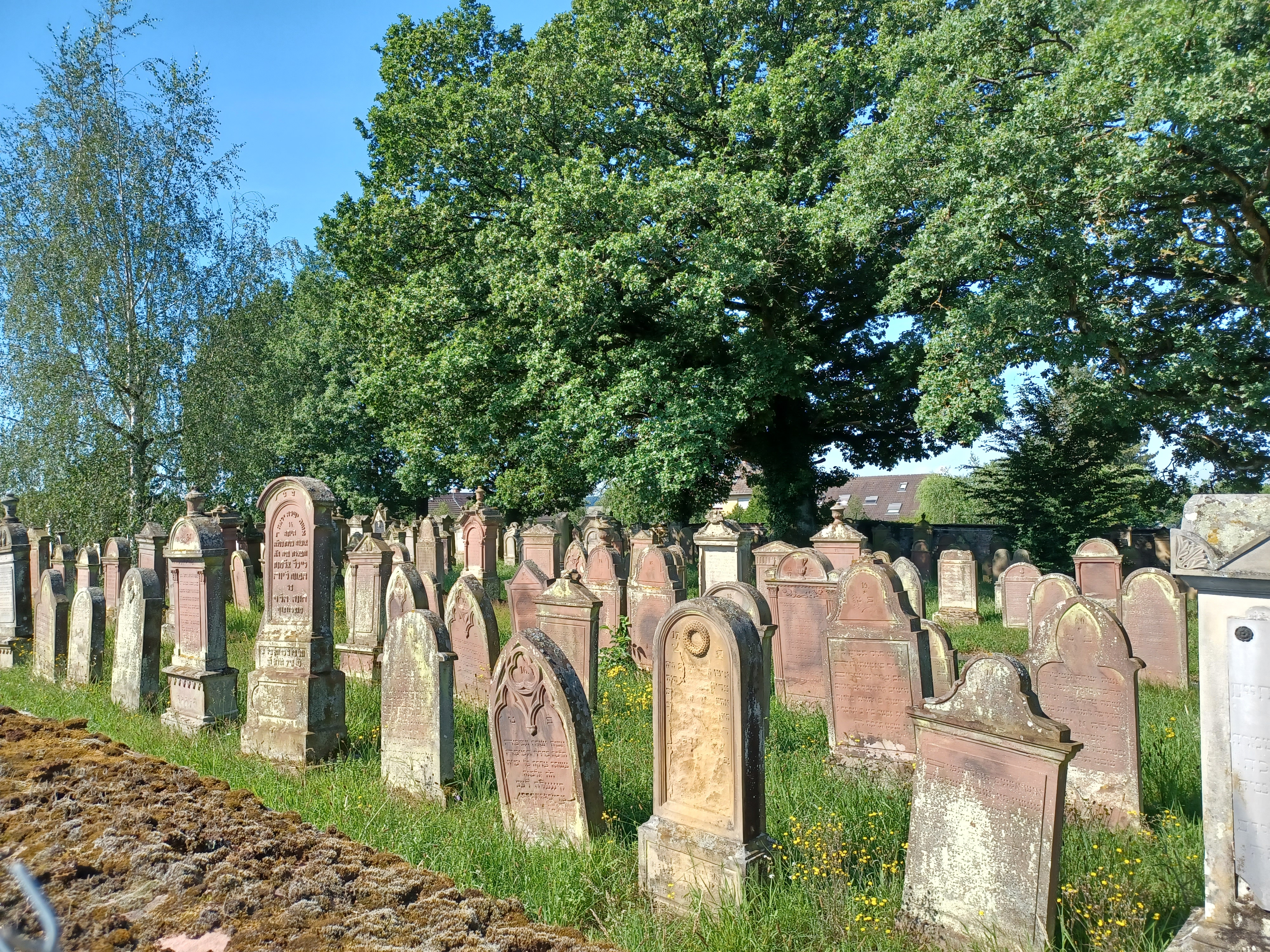
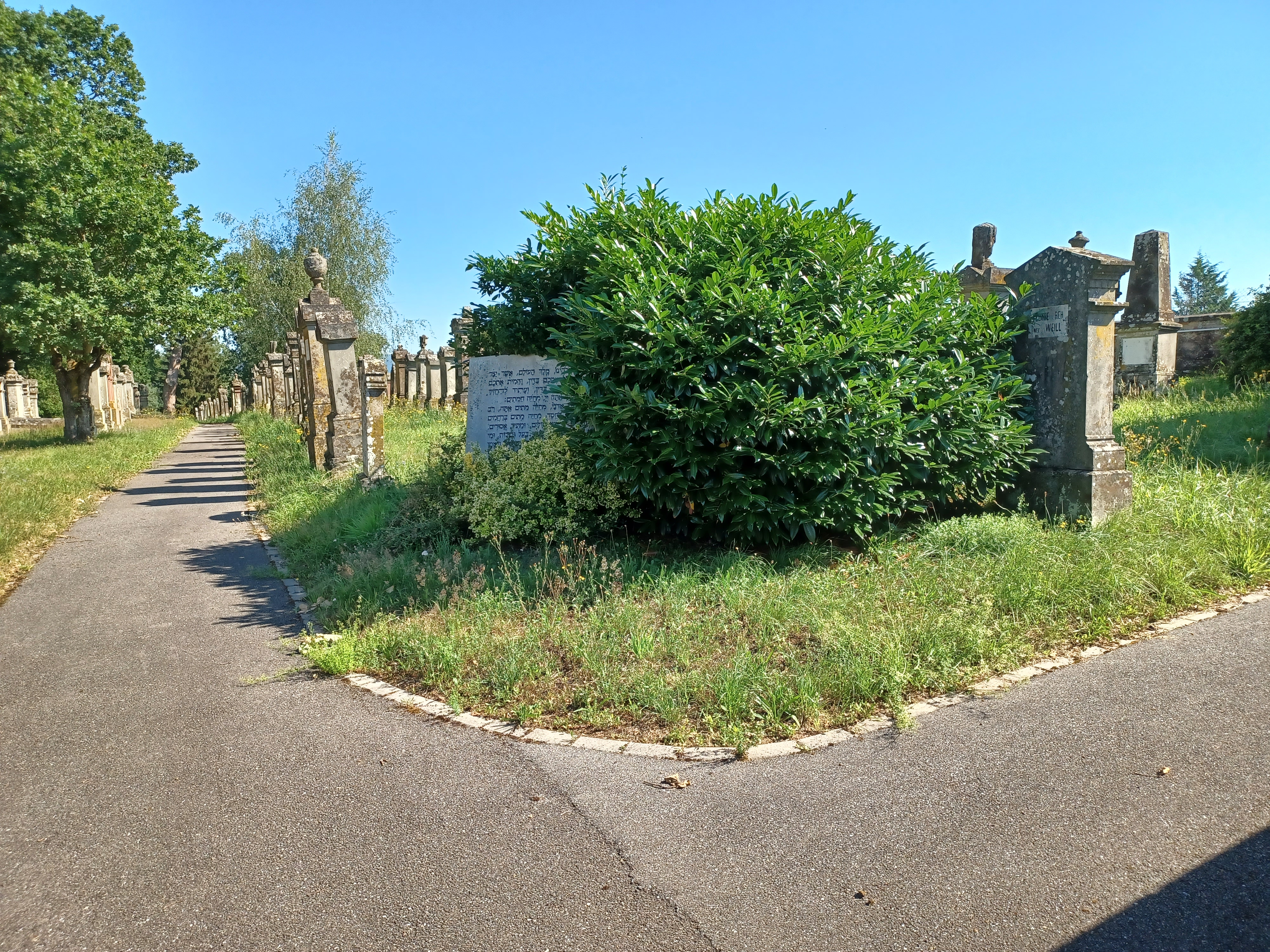